# Antonio Bongiorni
Antonio Bongiorni (Massa, 6 settembre 1947) è un ex calciatore italiano, di ruolo attaccante.

## Carriera

### Giocatore
Ala sinistra, debutta in Serie D nella Sarzanese di Corrado Orrico nel 1966; viene anche convocato dalla nazionale Juniores che vince il titolo europeo a Belgrado superando nell'ordine Francia, Cecoslovacchia, Inghilterra, Spagna e in finale l'Unione Sovietica.
Con la Sarzanese confeziona 66 presenze e segna 12 gol; nel 1968 viene acquistato dall'Anconitana dove è frenato dal servizio militare e gioca 31 partite in Serie C segnando 7 gol. Convocato dalla nazionale militare, gioca 3 gare segnando un gol allo stadio Flaminio di Roma nella gara contro la Germania vinta 4-0 con tripletta di Beppe Savoldi.
Nel 1969 è acquistato dalla Reggina: al debutto in Serie B con la nuova maglia segna il gol della vittoria contro il Monza che in porta schiera Luciano Castellini. Nelle tre stagioni di Reggio Calabria colleziona 60 presenze con 8 gol, e viene convocato dalla nazionale di Serie B. In seguito il Palermo lo acquista per inserirlo nella rosa della Serie A, ma il trasferimento viene revocato a novembre per problemi burocratici.
Nella stagione 1972-1973 si trasferisce ad Avellino con Antonio Gianmarinaro allenatore e il presidente Sibilia: gli irpini vincono il campionato con un punteggio record per la Serie C. L'anno successivo in Serie B gioca 2 partite e a novembre torna in Toscana, nella Massese di Tito Corsi in Serie C, disputando 60 gare e segnando 13 gol in due stagioni.
Nel 1975 c'è il trasferimento alla Lucchese dove colleziona 68 gare segnando 12 gol. Poi, con l'avvento in panchina di Nedo Sonetti, ex compagno di squadra nella Reggina, viene acquistato dallo Spezia dove resta tre stagioni, disputando 97 gare e realizzando 18 reti.

### Dopo il ritiro
Terminata la carriera agonistica viene chiamato dall'amico Nedo Sonetti alla Sambenedettese. Qui comincia la carriera da dirigente sportivo e talent scout, scoprendo numerosi calciatori provenienti dal vivaio della Polisportiva Margine Coperta di Massa e Cozzile, dove l'Atalanta lo colloca a dirigere il centro giovanile. Da lì arrivano Federico Pisani, Fausto Rossini, Ighli Vannucchi, Biagio Pagano, Tiberio Guarente, Michele Marconi, Matteo Gentili, Giampaolo Pazzini, Riccardo Montolivo e Giacomo Bonaventura.

## Palmarès
- Campionato italiano Serie C: 1

Avellino: 1972-1973 (girone C)